# Tortona
Tortona (franciául: Tortone) település Olaszországban, Piemont régióban, Alessandria megyében. Lakosainak száma 26 432 fő (2023. január 1.). Tortona Bosco Marengo, Carbonara Scrivia, Castelnuovo Scrivia, Pontecurone, Pozzolo Formigaro, Sale, Sarezzano, Viguzzolo, Villalvernia, Villaromagnano, Berzano di Tortona, Alessandria, Carezzano, Paderna és Spineto Scrivia községekkel határos.

## Népesség
A település lakossága az elmúlt években az alábbi módon változott:
| Lakosok száma | 27 163 | 27 440 | 27 299 | 26 432 |
|               | 2008   | 2017   | 2018   | 2023   |